# Lynn Ngugi
Lynn Ngugi (Muranga, 2 de octubre de 1989) es una periodista keniana y creadora de contenido digital que tiene un canal de programas de entrevistas en YouTube, The Lynn Ngugi Show, donde comparte historias de personas keniatas inspiradoras o de quienes abordan las injusticias sociales. Fue incluida como una de las 100 mujeres más inspiradoras del mundo por BBC 100 Women en 2021.

## Trayectoria
Hija de Margaret Ngugi, nació el 2 de octubre de 1989 en el condado de Muranga, como Pauline Ngugi. Cuando era niña, después de que sus padres se separaron, Ngugi se fue a vivir a Nairobi con su madre y sus tres hermanas.
Estudió en la escuela primaria Ndururno. En la escuela secundaria, fue seleccionada para estudiar en la Escuela Nacional de Niñas Moi, pero debido a las condiciones económicas de su familia tuvo que estudiar en la Magumu High School, en South Kinangop, graduándose en 2004. Después de la Secundaria, comenzó a trabajar como actriz en el Teatro Nacional de Kenia. En 2011, comenzó a estudiar Periodismo en la Escuela de Estudios de Medios de África Oriental, donde se graduó en 2013.
Después de graduarse y no encontrar trabajo en Kenia, Ngugi viajó a Dubai con una visa de turista, donde trabajó como camarera en Costa Coffee. A los seis meses regresó a su país y nuevamente no encontró trabajo. Viajó entonces a Qatar, donde trabajó como directora de proyectos en la Fundación Qatar Investigación y Desarrollo, hasta 2016. Al regresar a Kenia, invirtió en un programa de entrevistas en YouTube: The Kilimani Mums Show. El canal de Ngugi tuvo que ser cancelado debido a una demanda por infracción de derechos de autor. En 2017, colaboró como reportera para el sitio Web Tuko. Posteriormente, la empresa la contrató como productora de vídeos y desarrolladora de contenidos a tiempo completo. En Untold Stories, un documental realizado por Ngugi sobre cómo las mujeres sin hogar en Kenia afrontan la menstruación, superó las 600.000 visitas y su nombre se hizo reconocido. El 2 de septiembre de 2021, renunció a Tuko y creó su propio canal de YouTube, con el programa de entrevistas The Lynn Ngugi Show.
En 2023, Ngugi entró en la lista Top 40 Under 40, las 40 personalidades más influyentes y progresistas menores de 40 años, del Business Daily de Nation Media Group.

## Premios y reconocimientos
- 2020 - Humanitarian journalist of the year award de Café Ngoma.[1]
- 2020 - iChange Nations Community ambassador award.[3]
- 2021 - BBC 100 Women.[1]
- 2021 - I Premio Embajador de la Comunidad de Naciones Cambio.[1]
- 2022 - Premios Mujeres en el Cine.[1]
- 2023 - Top 40 Under 40.[4]
- 2023 - Gender Justice Champion Award.[4]
- 2023 - Best International Media Personality of the year del Black Entretaiment, Film, Fashion, Television, Arts and Sports Awards (BEFFTA).[6]